# Donacaula
Donacaula é um gênero de mariposa pertencente à família Crambidae.